# Talisker
Talisker (рус. Талискер) — марка одного из известных шотландских односолодовых виски, производимого на одноимённой винокурне.

## История
Винокурня, построенная в 1830, расположена на острове Скай, близ города Карбост на берегу озера Лох-Харпорт у подножия гор. Основана братьями Хью и Кеннетом Макаскиллами. В 1857 году винокурню купил Дональд Макленнан.

## Интересный факт
Виски Talisker упоминает в своём стихотворении, написанном в 1880 г. «Шотландец возвращается домой» Роберт Льюис Стивенсон: «Король всех напитков, как я это понимаю»